# SN 1990Y
SN 1990Y – supernowa typu Ia* odkryta 13 sierpnia 1990 roku w galaktyce A033723-3302. Jej maksymalna jasność wynosiła 17,69m.